# Бригадный подряд (группа)
«Брига́дный подря́д» — советская и российская панк-группа из Санкт-Петербурга, образованная в 1985 году.
Первый студийный альбом вышел в 1986, а последний на данный момент в 2023.

## История группы

### 1980-е
Основные участники оригинального состава группы «Бригадный подряд» Николай Михайлов, Александр «Сантёр» Лукьянов и Дмитрий Бабич были знакомы ещё с пятого класса и на протяжении первой половины 80-х успели собрать и распустить несколько школьных групп, игравших самую разную музыку. На ранних этапах в ней играл и их одноклассник, Максим Васильев, который, вместе с Михайловым, был соавтором многих песен.
Весной 1985 года познакомился с Фёдором «Бегемотом» Лавровым, участником панк-групп «Отдел Самоискоренения» и «Народное Ополчение». Бегемот был настолько впечатлён песнями «Бригадного Подряда», что сразу предложил себя в качестве их продюсера. По его инициативе в мае 1986 года Михайлов, Лукьянов, Бабич и Игорь «Саид» Сайкин, который до этого барабанил в индастриал-группе «Монумент Страха», объединились под вывеской «Бригадный подряд» и записали одноимённый дебютный альбом, получивший шумный резонанс в магнитиздате, а вошедшие в него песни «Зачем я (полюбила идиота)», «Режь, серп», «Я рослый, мослы — во!» и «Кошечка» получили широкую популярность и надолго определили репертуар группы.
Полгода спустя «Сантёра» забрали в армию, и в январе 1987 года его место занял уже известный[чем?] гитарист и автор песен Юрий Соболев, материал которого составил второй альбом «Бригадного Подряда» «Кировский завод». Он был записан в апреле 1988 года. К этому времени группа вступила в Ленинградский Рок-клуб, начала гастролировать по стране, участвовать в его концертах и фестивалях. Вершиной этого периода стало триумфальное появление «Бригадного Подряда» в программе VI Фестиваля Рок-клуба на Зимнем Стадионе (июнь 1988), где их энергичные, весёлые и злые песни мгновенно подняли на ноги многотысячную аудиторию. Тогда же к «Подряду» на короткое время присоединился второй гитарист Игорь «Мотя» Мотовилов, игравший до этого в «Труде» и «Народном Ополчении».
Тем же летом группу покинул Бабич, и его место занял Александр «Коньяк» Муравьёв, до этого — участник «Автоматических Удовлетворителей» и «Тайного Голосования». Тем не менее в конце 80-х дела группы резко пошли на спад: за следующие два года они дали всего двенадцать концертов. В конце 1988 года Саид ушёл, чтобы реставрировать «Монумент Страха», и за барабанами появился Валерий Трушин. Однако, спад интереса к рок-музыке, который последовал за фестивально-гастрольным бумом середины 80-х, лишил многие группы (в том числе, и «Бригадный Подряд») возможности выступать, поэтому к июню 1990 года группа незаметно распалась.

### 1990-е
Тем не менее, два года спустя ситуация изменилась, и весной 1992 года группа вернулась из небытия. «Сантёр» после армии преподавал в одной из петербургских школ, где его учеником был Александр Конвисер, сочинявший собственные песни, вполне отвечавшие духу «Бригадного Подряда». В новый состав группы, помимо Конвисера, вошли также ветераны Михайлов и Бабич, а к записи двух вышедших в то время альбомов («Розовая вода» (1992) и «Rock’n’Royal» (1993)) была привлечена куча гостей, включая ещё одного ветерана группы Юрия Соболева.
Хотя в репертуаре группы появился ряд новых явных хитов (в том числе «Розовая вода» и посвящённые известному в ту пору телеразоблачителю Александру Невзорову «Трупы»), «Бригадный Подряд» так и не сумел консолидировать силы настолько, чтобы достойно представить их на сцене, а музыканты разошлись в разные стороны. Соболев, в частности, в 1994—1995 годах диджействовал на культовой петербургской радиостанции «Катюша», а в 1995 году собрал новую группу «Пангея» (где, кстати, играли Фёдор «Бегемот» Лавров и Мотовилов).

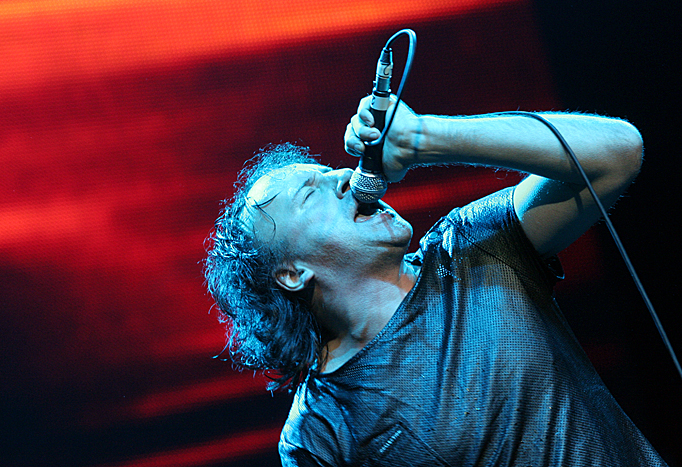
Александр Конвисер

Следующее возрождение «Бригадного Подряда» началось в середине 1996 года, когда за дело взялся давний приятель коллектива и соавтор ряда песен Антон Соя. При его содействии группа записала новый материал, большая часть которого вошла в альбом «Худшее», а остальные песни (изначально забракованные) в «Сине-Бело-Голубой» (1999). В марте 1997 года группа дала в клубе «Перевал» свой первый в 90-х концерт, участие в котором приняли Михайлов, «Сантёр» и Конвисер. На барабанах играла Екатерина «Кэт» Козлова, известная по группам «Время Любить», «Экс-Миссия», «Wine».
1 мая того же года «Бригадный Подряд» выступил в клубе «Ватрушка» со своей новой ритм-секцией, на роль которой была приглашена половина временно не функционировавшей группы «Бондзинский»: Дмитрий Петров, бас, и Игорь Мосин, барабаны, вместе начинавшие в конце 1980-х в группе «Дурное Влияние». В июне 1997 года «Подряд» с успехом выступил на петербургском рок-фестивале Театра DDT («Песни конца XX Века»), после чего дал ещё несколько концертов в клубах.
В ноябре 1997 года Михайлов был выгнан из группы по причине отсутствия возможности нормально петь в результате травмы головы, полученной после одного из концертов. «Бригадный Подряд» продолжал выступать вчетвером (а иногда усиленный женским вокальным дуэтом). Вскоре из группы ушёл и «Сантёр», его место по старой памяти занял Юра Соболев.
В начале 1998 года компания KDK издала на кассетах альбом «Бригадного Подряда» «Всё — Панк-рок!» с записями десятилетней давности, входившими в альбом «Парт-Съезд». В июле 1998 они выступили на антинаркотическом фестивале в кинотеатре «Невский» (по печальному стечению обстоятельств, там же состоялось последнее выступление «Автоматических Удовлетворителей»), после чего начали работу над новым альбомом.
28 мая 1999 года в петербургском Дворце Спорта «Юбилейный» по инициативе группы «Король и Шут» состоялся «Скоморох панк-фестиваль», в котором участвовали все герои петербургского панк-рока: «Бегемот», «Бригадный Подряд», «Кукрыниксы», «The Пауки», а также ряд гостей (в том числе москвичи «НАИВ»).
Вскоре после этого, в августе 1999 года, с группой «Бригадный Подряд» внезапно расстались Мосин и Петров, которые решили реактивировать «Бондзинский». Осенью, во время вынужденного перерыва, Соболев и Конвисер на студии 'Frisky Sound' начинали работу над перезаписью старых песен, сочинённых группой ещё в 1980-х годах. Предполагалось записать два альбома под общим названием «Реанимация», часть первая и часть вторая. В результате дрязг издателей проект развалился на два отдельных альбома: «Реаниматоры» и сильно усечённый московскими издателями, очевидно для лучшего коммерческого успеха, «Идиот». Первый состоял из песен Соболева, а второй комплектовался в основном из ранних песен «БП». Также в записи участвовал саксофонист Сергей Яневский.
После полугодичной паузы «Бригадный Подряд» снова вышел на сцену 14 января 2000 года на проведённом журналом Fuzz фестивале «FuzzFest» в составе: Конвисер, Соболев, теперь на басу, и Игорь Мотовилов (уже игравший в группе в конце 1980-х), гитара. Место за барабанами заняла Олеся Тихонравова из «Мультfильмов», но поскольку она в то время была загружена в своей основной группе, «Подряду» пришлось искать постоянного барабанщика. В марте на эту должность был принят Александр «Блэкмор» Троицкий, который дебютировал в 1989 во «Фронте», после чего сменил ещё несколько металлических групп, а с 1994 по 1997 играл в «Автоматических Удовлетворителях».

### 2000-е
Осенью 2000 года Конвисер и певец популярной группы «Краденое Солнце» Евгений «Джефф» Анисимов (который пел с «Бригадным Подрядом» на «FuzzFest’е») объединились под названием «Фиолетовые роботы-гитаристы» (или ФРГ) и в сезоне 2000/2001 дали несколько концертов при участии Ильи Чёрта («Пилот»), в частности, в клубе «ЗооПарк».
В марте 2001 года московская компания S.O.S. Records, созданная музыкантами группы «НАИВ», выпустила сильно сокращённый альбом «Подряда» «Идиот», который логически завершал цикл перезаписанных на студии «Frisky Sound» старых песен «Подряда». Одноимённый сингл попал в ротацию «НАШЕГО Радио», достигнув второго места в чарте. Группа была впервые приглашена на крупнейший российский рок-фестиваль «Нашествие». Санкт-Петербургский лейбл «КапКан» к тому времени переиздал на компакт-дисках «Реаниматоров», до того времени существовавший лишь в промокопиях.

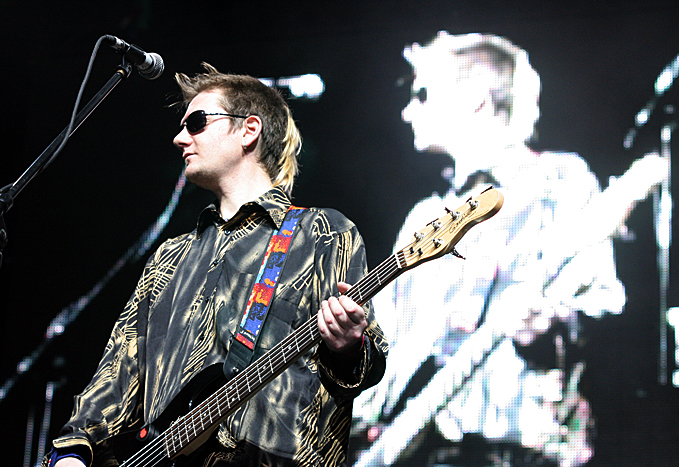
Кирилл Поляков

24 июня 2001 на фестивале «Детство без наркотиков» с группой сыграл свой последний концерт Игорь Мотовилов, который решил на время оставить музыку. Его место занял Кирилл Поляков, игравший до этого в клубных группах «Контрольный Выстрел» и «Синдром Пингвина». Дебют Полякова состоялся 13 июля на юбилее радиостанции «Шансон» на Каменном острове.
Параллельно развивалось и партнёрство Конвисера с музыкантами группы «Краденое солнце» (которая в начале лета уволила Джеффа). На протяжении лета они несколько раз выступили вместе, а к 15 сентября, когда их пригласили на проходивший в Санкт-Петербурге рекламный фестиваль-конкурс «Sprite — Жажда успеха», придумали название «MП-Три» и заняли там первое место. Позже «МП-Три» побывали и на официальном финале конкурса в Москве, но там ничего не получили.
В конце октября на сцену вернулся и «Бригадный Подряд». Их новым участником стал трубач Роман Добрынин, дебют которого состоялся на концерте в клубе «Полигон». 22 ноября «Бригадный Подряд» разогревал выступление авторов лозунга «Punks not dead» — британской группы «The Exploited» в санкт-петербургском Дворце Молодёжи.
В декабре 2001 года прошла серия совместных концертов «Бригадного Подряда» и «МП-Три», которые чуть раньше начали запись своего первого альбома «Демовирус», частично состоявшего из старых песен «Бригадного Подряда».
В 2002 году на домашней студии «Frisky Sound» Юрий Соболев и Александр Конвисер записали следующий альбом — «Насилие и Sex». Этим альбомом Юрий Соболев завершал своё участие в группе, после чего окончательно её покинул. «Подряд» фактически распался. На некоторое время «МП-Три» стали для Конвисера единственной точкой приложения сил: в 2003—2004 годах они издали два альбома, сняли несколько клипов и много гастролировали.
Лишь в июле 2003, когда компания «Sparc» выпустила альбом «Насилие и Sex», а также обширную антологию группы «ЗаеBest 1985—2003», «Бригадный Подряд» снова вышел на сцену клуба «Орландина». К этому времени в его состав — наряду с Конвисером, Поляковым и Троицким — входили Анатолий Скляренко, гитара, и Павел Ключарев, клавишные. Оба играли как в «КС», так и в «МП-Три». Ключарев, к тому же, много занимался звукорежиссурой.
В том же году с подачи Антона Сои ироничную песню «Бригадного Подряда» «Попса» спели несколько рок-музыкантов во главе с Юрием Шевчуком («ДДТ»), укрывшись под общим именем «Рок-группа». Песню много крутили в эфире, акция имела шумный резонанс в прессе и вывела на новый виток идеологическое противостояние честного искусства и полукриминальной московской эстрады. В октябре 2003 года «Рок-группа» выпустила альбом «Попса» с несколькими версиями одноимённой песни. Замыкала альбом оригинальная версия, записанная Соболевым на студии «Frisky Sound», остальные варианты были записаны и на студии группы «ДДТ». Из музыкантов «БП» в этой записи принимал участие только Юрий Соболев.
Новый виток в истории самого «Подряда» начался лишь на следующий год, когда в неё вернулся первый гитарист и автор хита про «Идиота» Александр «Сантёр» Лукьянов. В декабре 2004 года компания «Никитин» издала альбом «Красота Сожрёт Мир», состоявший из его новых песен, сочинённых либо соло, либо на пару с Максом Васильевым или Антоном Соей. В записи участвовало несколько приглашённых музыкантов, в том числе барабанщик «Короля и Шута» Александр Щиголев и трубач Максим Дещенко.
Тогда же выяснилось, что один из основателей группы Коля Михайлов тяжело болен и оказался, в буквальном смысле слова, без крыши над головой, поэтому было решено собрать средства для его спасения. В кампании участвовали «Король и Шут», «Бригадный Подряд» и другие сочувствующие делу группы. Весной 2005 года вышел сольный альбом одного из лидеров «Короля и Шута» Михаила «Горшка» Горшенёва «Я алкоголик анархист», частично составленный из песен «Бригадного Подряда»; на деньги, полученные за него, Михайлову удалось купить собственную комнату.
Летом 2005 года группа «Бригадный подряд» дала первый после долгого перерыва концерт в Москве, в клубе «Релакс». Состав: Александр Конвисер, Александр Лукьянов, Кирилл Поляков, Анатолий Скляренко и Павел Лобачевский. В концерте, приуроченном к 20-летию коллектива, принимают участие специальные гости: Александр «Чача» Иванов, группы «ЫШО? ЫШО!», «Der Steinkopf», «НЕ Б. Г.», «КАЛёССЫ», Jeff и «Карманы». Организаторами шоу выступили Александр Малеев и Маргарита Саитова, которые будут заниматься менеджментом «БП» до осени 2009 года.
В октябре 2005 года на «Студии 1» началась запись альбома из тринадцати новых песен «Сантёра» и одной Макса Васильева. Помимо обоих в работе участвовали: Конвисер, Поляков, Ключарев, Скляренко, гитарист «КС» и «МП-Три» Александр «Кузя» Козьяков, а также барабанщики Олег Пожидаев (экс-«Торба-на-Круче») и Александр «Поручик» Щиголев. 19 ноября в клубе «Манхэттен» состоялась презентация этой программы, получившей название «Так не должно быть». Тогда же за барабанами в «Подряде» появился племянник Пожидаева Дмитрий Бухтояров. Чуть позже в эфирах радиостанций появилась песня «Уроки панк-рока», записанная совместно с Александром «Чачей» Ивановым («НАИВ») и Михаилом «Горшком» Горшенёвым («Король и Шут»). В 2006 году «Бригадный Подряд» приняли участие во всех крупнейших музыкальных фестивалях России: «Нашествие», «Крылья», «Наши в городе».
Двадцатилетний рубеж «Бригадный Подряд» перешагнул в весьма неплохой форме и с заделом на будущее. К сожалению, не все смогли дожить до этой круглой даты: ещё в начале 90-х умер Игорь Сайкин. Позднее в автокатастрофе погиб Дима Бабич, а весной 2006 из жизни один за другим ушли Александр Троицкий (март) и Николай Михайлов (апрель).
В ноябре 2007 года состоялась презентация нового альбома «Бригадного Подряда» «Никакой правды», в записи которого приняли участие Илья Чёрт и Виктор Бастраков («Пилот»), Алексей Горшенёв («Кукрыниксы»), скрипач «Короля и Шута» Дмитрий «Каспер» Ришко и Александр «Кузя» Козьяков. Спустя 20 лет продолжилось сотрудничество «Подряда» и Фёдора «Бегемота» Лаврова, который занялся сведением нового альбома. С песней «Рив Гош» группа вернулась в ротацию «Нашего Радио», а в течение 2008 года в ротацию попали ещё три песни с альбома «Никакой правды»: «Веселиться, танцевать», «Детская (Веточка кленовая)» и «Скамейка». Таким образом, альбом «Никакой правды» стал самым успешным в истории группы, а летом 2008 года на «A-ONE Records» вышло его переиздание, куда были добавлены несколько бонус-треков, в том числе не издававшаяся ранее радио-версия песни «Уроки панк-рока».
2008 год был также отмечен активной концертной деятельностью. Группа выступала с сольными концертами как в России (Екатеринбург, Ижевск, Тверь, Рязань, Череповец, Архангельск, Северодвинск, Тула и др.), так и в некоторых соседних странах: в Белоруссии (Минск, Витебск, Могилев), в Литве (Вильнюс) и Латвии (Рига). Летом «Бригадный подряд» впервые с 2001 года появился на Главной сцене «Нашествия». Также группа приняла участие в фестивалях «Окна Открой», «Воздух», «Наши в городе» и «Zoofest» в Литве.
В начале 2009 года «Бригадный подряд» впервые в своей истории приехал с концертом в Киев, а чуть позже выступил на петербургском фестивале «Чартова Дюжина». 7 марта группа вышла на сцену СК «Олимпийский» в Москве в рамках ежегодной премии «Чартова Дюжина». Более 10 тысяч человек с рёвом встретили феерический сет «БП», запомнившийся исполнением знаменитой «Попсы» в стиле Элтона Джона, которого, играя на пианино, изобразил Александр Конвисер. Весной 2009 года группа записала макси-сингл «Звезды на льду», куда вошли четыре новые песни: «Звезды на льду», «Ксенофобия», «Ветераны третьей мировой» и «Song3». Презентация состоялась 1 мая в петербургском клубе «ГЛАВCLUB».
Летом «Бригадный подряд» вновь выступал на главных сценах фестивалей «Нашествие» и «Воздух», а также в качестве специального гостя на традиционном концерте группы «Король и Шут» в Зелёном Театре.
3 сентября 2009 года из-за разногласий в группе вокалист Александр Конвисер заявил об уходе. Последний раз в составе «БП» он появился на сцене фестиваля «Уроки Русского», который состоялся 8 августа 2009 года в московском «Зеленом театре». Однако Конвисер не закончил творческую деятельность — при поддержке также ушедших из «БП» директора Александра Малеева и гастрольного менеджера Антона Крахмала он создал новую группу «Музыкальные проститутки», которая через пару месяцев получила название «МПТРИ».
Группа «Бригадный подряд» продолжала активную концертную и студийную деятельность, место основного вокалиста занял гитарист Анатолий Скляренко. Изменилось и руководство группы. У руля встали саунд-продюсер Золотухин Илья и директор Валерий Карпенков (бывший директор группы Пилот). С их появлением из бытового райдера группы исчез алкоголь и был снят первый в истории группы высокобюджетный клип на песню «SONG 3». В конце 2010 года на пост директора пришёл Вахтанг Махарадзе (концертный директор групп «Алиса» и «Король и Шут»). Группой подготовила новую программу «Полуакустика» и записала новый материал.
Клип на песню «Всерьез» (Ю. Соболев) стал очередным шагом в развитии группы. 2011 год для БП — это участие в многочисленных фестивалях, работа на студии и гастроли, гастроли, гастроли…
Согласно информации с официального сайта группы bpodryad.ru, из руководства остался Илья «ШЕФ» Золотухин, известный своей прямолинейностью, упорством и умением решать любые задачи, будь то БП, либо руководимое им «Радио Рок Онлайн» (с 2009 года).
В июне 2012 года музыканты приняли участие в первом рок-фестивале «Остров» (Архангельск).
17 февраля 2012 года в районе 10 утра группа в полном составе попала в ДТП, под городом Балашов Саратовской области. Денис Неволин (звукорежиссёр группы) получил самые тяжёлые повреждения, у Кирилла Полякова диагностирован перелом ноги, Германа Иоффе — травма спины, Анатолий Скляренко и Александр Лукьянов отделались ушибами и ссадинами. В помощь музыкантам прошла серия благотворительных рок-концертов. Все собранные средства были направлены на лечение пострадавших.
В 2013 году группа выпустила альбом «Сомнамбула», ставший самым успешным за всю предыдущую историю коллектива. Композиции «Питер рок-н-ролл», «Гитары» и «Welcome Aboard» занимали первые места в хит-парадах рок-радиостанций и музыкальных интернет-порталов в течение всего года. Тур в поддержку альбома проходил более чем по 50 городам России и ближнего зарубежья. Группа выступала в качестве хедлайнера на всех крупнейших рок-фестивалях страны.
2014 год был отмечен выходом максисингла «Принцы и принцессы», в композиции «Точка невозврата» в качестве совокалистки участвует Лусинэ Геворкян («Louna»). В этом же году был выпущен альбом автокаверов «Реинкарнация».

## Состав

### Нынешний состав
- Александр «Сантёр» Лукьянов — гитара (с 1986 года, с перерывами в 90-х)
- Анатолий «Толян» Скляренко — гитара (с 2003 года), основной вокал (с сентября 2009 года)
- Максим Колдаев — барабаны (с 2019 года)
- Денис Литвинов — бас-гитара (с 2023 года)
- Станислав Марков — звукорежиссёр

### Бывшие участники
- Александр Конвисер — вокал, бас, клавишные, музыка (1992—2009)
- Николай (Коля) Михайлов — вокал, тексты, музыка (1986—1997, умер в 2006)
- Игорь «Саид» Сайкин — барабаны (умер в 1999)
- Дмитрий Бабич — бас-гитара (погиб в автомобильной аварии в 2004)
- Максим Васильев — гитара, тексты (с 1986 года, до сих пор пишет тексты для группы, например, большая часть альбома «Никакой правды»)
- Юрий Соболев — гитара, бас-гитара, тексты, музыка, автор двух альбомов «Реаниматоры» и «Насилие и Секс», автор музыки «Про это», «Попса», соавтор ряда других песен (1987—2002)
- Антон «Тося» Соя — автор текстов 20 песен (Каждый Человек, Долой Гопоту, Попса, Иван Факов, Про это, Пивные моря, Фанат и т. д.)
- Фёдор «Бегемот» Лавров — гитара, саунд-продюсер («1986», «Никакой Правды»), автор (Войны Для Воинов, Каждый Человек, Долой Гопоту), соавтор и аранжировщик (Идиот, Мода Полета, Трезвость, Чувак В Кайф)
- Валерий Трушин — барабаны (умер 19 мая 2020 года)
- Александр «Коньяк» Муравьёв — бас-гитара (умер в 2008)
- Владимир Люлюкин — барабаны
- Дмитрий Петров — бас
- Игорь Мосин — барабаны
- Екатерина Тукк — вокал (1998)
- Надежда Мошек — вокал (1998)
- Никита Найк Грошин — гитара (2005)
- Игорь «Мотя» Мотовилов — гитара
- Александр «Блэкмор» Троицкий — барабаны (умер в 2006 году)
- Сергей Яневский — саксофон
- Роман Добрынин — труба
- Павел Ключарев — клавишные (умер в 2016 году)
- Павел Лобачевский — барабаны
- Дмитрий Бухтояров — барабаны (2005—2010)
- Олег Мартынов — гитара (сессионно с 2014 по 2017)
- Кирилл Поляков — бас-гитара (2001—2017)
- Герман Иоффе — барабаны (2010-2019)
- Евгений Хлупин — бас-гитара (2017-2020)
- Дмитрий «Вагон» Оганян — бас-гитара (2020-2022)
- Сергей Григорьянц — бас-гитара (2022)
- Антон Чернов — бас-гитара (2022-2023)

## Дискография

### Студийные альбомы
- 1986 — Бригадный подряд (переиздан в 2006 г.)
- 1988 — Всё — Punk Rock или Партсъезд (Переиздание 1989, 1997 , а также 2008 г.)
- 1989 — Членский взнос
- 1992 — Розовая вода
- 1993 — Rock-n-royal
- 1996 — Абрахам
- 1997 — Худшее (Переиздание 2004 г.) [3]
- 1998 — Розовая вода (не Hi-Fi) — сборник песен из альбомов «Розовая вода» и «Rock-n-royal» (переиздан в 2008 г.)
- 1998 — Иван Факов (Альбом-концерт)
- 1999 — Сине-бело-голубой (переиздан в 2008 г.)
- 1999 — Реаниматоры
- 1999 — Реаниматоры #2 (записан в 1999 г., опубликован в 2016 г.)
- 2001 — Идиот — усечённая версия альбома «Реаниматоры#2»
- 2003 — Насилие и sex (переиздан в 2008 г.)
- 2003 — ЗаеBest
- 2004 — Красота сожрёт мир
- 2006 — Так не должно быть
- 2007 — Никакой правды (переиздан в 2008 г.)
- 2011 — Страна возможностей
- 2013 — Сомнамбула
- 2015 — Реинкарнация
- 2015 — Новый сезон
- 2016 — Реинкарнация-2
- 2019 — Плоская земля
- 2023 — Нечего бояться

### Синглы
- 2009 — Звёзды на льду (макси-сингл)
- 2009 — Новогодняя (feat. «Декабрь», «Кукрыниксы»)
- 2012 — Иван Факов — президент! (сингл, посвященный выборам президента РФ)
- 2012 — Питер рок-н-ролл (feat. «Король и Шут», «Пилот», «Кукрыниксы»)
- 2013 — Гитары
- 2014 — Принцы и принцессы (макси-сингл)
- 2017 — Короли и Герой (макси-сингл)
- 2018 — Такая сладкая жизнь (макси-сингл)
- 2019 — Эскортикокс
- 2020 — Как в первый раз (live version)
- 2021 — Так сбываются мечты
- 2021 — Терять (feat. Илья Кнабенгоф, группа «Пилот»)
- 2022 — Наше солнце
- 2022 — Парень
- 2022 — Пого (кавер «Объект Насмешек»)
- 2022 — Художник
- 2023 — Саня (feat. «Скворцы Степанова»)
- 2023 — Мы разрушим стены (feat. «Действуй!», Vere Dictum, Сергей Табачников, «Бездна Анального Угнетения»)

### Концертные альбомы
- 1988 — Концерт на VI Ленинградском Рок-фестивале (Зимний стадион, Ленинград, 5 июня 1988 г.)
- 1998 — Концерт в Полигоне (переиздан в 2008 г.)
- 2010 — Отчёт XXIV (Клуб «Зал ожидания», Санкт-Петербург, 6 марта 2010 г.)

### Сборники
- 2003 — ЗаеBest (переиздан в 2008 г.)
- 2005 — Best 1986—2004
- 2007 — Лови настроение рок-н-ролл
- 2007 — Легенды русского рока

### Клипы
- 2001 — Идиот
- 2011 — SONG 3[4]
- 2011 — Всерьёз[5]
- 2012 — Проклятый панк-рок[6]
- 2016 — Уроки панк-рока
- 2018 — Руки, руки!

### Трибьют
- 2005 — Я алкоголик, Я анархист.  Записан Михаилом Горшенёвым, фронтменом группы «Король и Шут».

### Участие в трибьютах
- 2022 — Выход Дракона (Трибьют Объект насмешек, Рикошет), часть 2 — песня  «Пого»

## Критика
Лидер группы «Гражданская Оборона» Егор Летов в 1989 году назвал «Бригадный подряд» — единственной панк-группой Ленинграда.

Команд, которые играют настоящий панк, у нас почти нет. Кроме Прибалтики, может, всего пять или семь по стране. Остальные играют не панк. В Ленинграде, например, единственная панк-группа — это «Бригадный подряд». Не знаю, что они сами в это вкладывают, но музыкально они настоящие панки.— Из интервью Егора Летова